# Kawafis (film)
Kawafis (gr. Καβάφης) – grecki film biograficzny z 1996 roku w reżyserii Janisa Smaragdisa, poświęcony poecie Konstandinosowi Kawafisowi (1863-1933).
W filmie wykorzystano czytane przez narratora fragmenty utworów poety. Film oparty jest głównie na grze obrazów i muzyki Vangelisa – tytułowy bohater przez cały film nie wypowiada ani jednej kwestii.

## Obsada
Źródło: The Internet Movie Database
- Dimitris Katalifos – Konstandinos Kawafis
- Wasilis Diamandopulos – Konstandinos Kawafis (stary)
- Maja Limberopulu – matka Kawafisa
- Lazaros Jeorgakopulos – biograf
- Manos Meletiu – Mawrudis
- Jorgos Moschidis – lekarz
- Wasilis Andreopulos – Jeorjos Fotiadis